# Третій перехідний період (Стародавній Єгипет)
Третій перехідний період в історії Стародавнього Єгипту (1069-664 до н. е., династії XXI–XXV).
Розділення Єгипту призвело до розпаду єдиного царського господарства, фундаменту державної централізації. Царські маєтки в  номах опиняються в руках місцевої знаті і жрецтва. Умовні земельні ділянки чиновників стають їх власністю. Єгипет перетворюється на арену суперництва регіональних угруповань аристократії. Повсюдно, особливо на півдні, зростає могутність храмів. Більше не існує сили, здатної консолідувати ресурси суспільства для проведення активної зовнішньої політики.
Єгипет перестає бути великою державою Східного Середземномор'я і втрачає останні залишки своїх чужоземних володінь, слабшає контроль навіть над сильно єгиптизованою Нубією. Триває масове проникнення лівійців в Нижній Єгипет: вони селяться там цілими племенами, утворюють кістяк єгипетської армії, їх вожді все частіше займають пости номархів і вступають в родинні стосунки з місцевою світською і духовною знаттю.

## Хронологія Третього перехідного періоду

### Падіння Нового царства
- 1069 до н. е. Верховний жрець Амона — Герігор після смерті останнього представника XX династії і Нового царства Рамсеса XI ( 1099 — 1069 до н. е.) робить свого сина Смендеса фараоном в Танісі (XXI династія), а Верхнім Єгиптом правлять фіванські жерці Амона-Ра.
- 1069 — 664 до н. е. Третій перехідний період в Єгипті (XXI–XXVI династії) (характеризується слабкістю царської влади і міццю релігійної). Лівійські, кушитські (нубійські, або ефіопські) і ассирійські вторгнення.
- Бл. 1050 до н. е. Верхній Єгипет стає теократичною державою, керованою фіванськими жерцями.
- Бл. 960 до н. е. союз фараона Сіамона і ізраїльсько-юдейського царя Соломона, скріплений шлюбом Соломона з дочкою фараона. Сіамон бере Газу і дарує її ізраїльтянам як придане.

### Лівійське панування
- 945 до н. е. Знатний лівієць Шешонк (правив до 925 до н. е.) за допомогою лівійських найманців, відсторонивши жрецтво від влади, узурпує нижньоєгипетський трон і засновує XXII (лівійську) династію.
- 945 — 715 до н. е. XXII (лівійська) династія. Столиця: Бубастіс в дельті Нілу. Представники: Шешонк I–IV, Осоркон II–V.
- 926/925 до н. е. війська Шешонка (біблійний Шишак, або Сусакім) на 5-му році правління Ровоама після смерті Соломона беруть і розоряють ізраїльську столицю Єрусалим.
- 925 — 889 до н. е. Осоркон II безуспішно намагається продовжувати політику свого батька Шешонка.
- Бл. 900 до н. е. Засноване теократичне Південне Нубійське царство, що охоплювало землі від першого до шостого порога Нілу, зі столицею в Напаті поблизу гори Джебель-Баркал.
- 853 до н. е. Битва при Каркарі: 12 членів антиассирійської Дамаської коаліції, включаючи Єгипет і східно-середземноморські міста-держави, вщент розбиті ассирійцями. Початок сепаратистських рухів (фактично — громадянської війни) всередині Єгипту.
- Бл. 850 до н. е. Північна Нубія відпадає від Єгипту і приєднується до Напати.
- 817 до н. е. танісський номарх Петубастіс I оголошує себе незалежним від XXII династії і засновує XXIII династію.

### Напади ефіопів і ассирійців
- 728/ 727 — 715 до н. е. XXIV династія (фараони Тефнахт, жрець Птаха і Нейт, і Бокхорісу) зі столицею в Саїсі. Грецькі автори приписують Бокхорису законодавство, що забороняло боргове рабство і він вперше склав цивільний кодекс.
- Бл. 728 до н. е. Вершина роздробленості давньоєгипетської держави — паралельне правління 5 царів в Єгипті.
- 728 до н. е. Тефнахт піднімає населення Нижнього і Середнього Єгипту на повстання проти ефіопського царя Піанхі (Пі) (правитель Куша бл.  750 — 716 до н. е.), проте зазнає поразки в боях на Нілі поблизу Фів і Гераклеополя. Незабаром ефіопи на чолі з Піанхі вступають в Фіви і засновують в Єгипті XXV (ефіопську, або кушитську) династію, після чого захоплюють Гермополь, а потім —  Мемфіс. На зборах в Атрібісі, де правив Педіїс, всі правителі роздробленого Єгипту, в тому числі номінальний верховний фараон Осоркон IV (V), змушують Тефнахта визнати верховенство ефіопів.
- 728 — 656 до н. е. Правління XXV (ефіопської, кушитської або нубійської) династії в Єгипті.
- 720 до н. е. Саргон II оголошує Єгипту війну. Під Рафією ассирійцями розбита єгипетська армія воєначальника Сібе.
- 716 до н. е. Смерть Піанхі. Новим царем кушитів стає Шабака, який воював з ассирійцями при Ельтаку.
- 715 до н. е. Друге завоювання Єгипту кушитами: Шабака (правив у 716 — 702 до н. е.) нападає на Нижній Єгипет і після вбивства Бокхориса об'єднує всю країну під владою XXV династії. В результаті — напатському царству належать землі від шостого порога до Дельти Нілу, так як у Фівах формально править «Дружина Амона», сестра Шабак Аменердіс II.
- 702 — 685 до н. е. Правління кушитського царя Шабатокі.
- 701 — 700 до н. е. Ассирійський цар Сіннахеріб розбиває єгипетсько-нубійські гарнізони в Юдеї, бере місто Екрон і якийсь час тримає в облозі Єрусалим, але чума змушує асирійську армію відступити.
- Бл. 700 до н. е. Виникнення в Північному Єгипті демотичного («народного») письма — спрощеного варіанту ієрогліфічного скоропису.
- 690 — 664 до н. е. Правління в Єгипті ефіопського царя Тахаркі.
- 675 — 674 до н. е. Ассирійський імператор Асархаддон виступає в перший похід до Єгипту, але не може захопити країну.
- 671 до н. е. Асархаддон, користуючись підтримкою ненависних ефіопам номархів, включаючи саїсського Нехо і фіванського Монтуемхета, вторгається в Нижній Єгипет і бере Мемфіс. Єгипет розділений між 20 номархами.
- 671 — 655 до н. е. Єгипет вважається залежним від Ассирії.
- 667 до н. е. Великий ассирійський імператор Ашшурбанапал I нападає на володіння Тахаркі. Ассирійці перемагають ефіопів в Нижньому Єгипті та тіснять їх на південь, після чого Ашшурбанапал I вступає в Фіви.
- 664 — 656 до н. е. Правління ефіопського (кушитського) царя Танутамона в Напаті.